# 安德烈斯·戈麦斯 (篮球运动员)
安德烈斯·戈麦斯·多明格斯（西班牙語：Andrés Gómez Domínguez，1913年11月30日—1991年7月26日），生于瓜达拉哈拉，墨西哥男子篮球运动员。他曾代表墨西哥获得1936年夏季奥运会篮球比赛男子铜牌。